# Pendleton (Carolina del Sud)
Pendleton és una població dels Estats Units a l'estat de Carolina del Sud. Segons el cens del 2000 tenia 2.966 habitants.

## Demografia
Segons el cens del 2000, Pendleton tenia 2.966 habitants, 1.397 habitatges i 799 famílies. La densitat de població era de 320,8 habitants/km².
Dels 1.397 habitatges en un 21% hi vivien nens de menys de 18 anys, en un 37% hi vivien parelles casades, en un 16,8% dones solteres, i en un 42,8% no eren unitats familiars. En el 35,4% dels habitatges hi vivien persones soles el 12,5% de les quals corresponia a persones de 65 anys o més que vivien soles. El nombre mitjà de persones vivint en cada habitatge era de 2,12 i el nombre mitjà de persones que vivien en cada família era de 2,75.
Per edats la població es repartia de la següent manera: un 20,2% tenia menys de 18 anys, un 12,8% entre 18 i 24, un 26,8% entre 25 i 44, un 22,6% de 45 a 60 i un 17,6% 65 anys o més.
L'edat mediana era de 38 anys. Per cada 100 dones de 18 o més anys hi havia 77,5 homes.
La renda mediana per habitatge era de 28.052 $ i la renda mediana per família de 37.606 $. Els homes tenien una renda mediana de 30.341 $ mentre que les dones 23.843 $. La renda per capita de la població era de 16.630 $. Entorn del 15,7% de les famílies i el 20,8% de la població estaven per davall del llindar de pobresa.

## Poblacions més properes
El següent diagrama mostra les poblacions més properes.